# Peribaea spoliata
Peribaea spoliata là một loài ruồi trong họ Tachinidae.